# ماکو ایواماتسو
ماکو ایواماتسو (انگلیسی: Mako Iwamatsu؛ زاده ۱۰ دسامبر ۱۹۳۳ – درگذشته ۲۱ ژوئیهٔ ۲۰۰۶) معروف به ماکو هنرپیشه و صداپیشه اهل ژاپن و آمریکا بود. بی شک بازی ماندگار و تاثیرگذار ماکو در فیلم دانه های شن در نقش پو-هان، ساخته رابرت وایز و نقش آفرینی استیو مک کوئین که منجر به کاندیداتوری جایزه اسکار نقش مکمل مرد شد، یکی از بیادماندنی ترین نقشهای سینماست. از دیگر فیلم‌هایی که وی در آن نقش داشته است، می‌توان به طلوع خورشید، هفت سال در تبت، خاطرات یک گیشا، پرل هاربر، تی‌ام‌ان‌تی، پلیس آهنی ۳ و ارتفاعات آرام اشاره کرد. ماکو با شیزوکو هوشی بازیگر ازدواج کرد که حاصل این ازدواج دو دختر به نامهای میموزا و سالا که هر دو بازیگر هستند میباشد. همچنین او دارای دو نوه است.

## مرگ
ماکو در ۲۱ ژوئیه ۲۰۰۶ در سن ۷۲ سالگی در اثر بیماری سرطان مری در شهر سامیس، کالیفرنیا درگذشت. یک روز قبل از مرگ وی، ماکو تأیید کرده بود که در فیلم تی‌ام‌ان‌تی به عنوان صدای اسپلینتر بازی کرده است. این خبر را کوین مونرو، کارگردان فیلم تأیید کرد که ماکو ضبط خود را تمام کرده است. تهیه کنندگان فیلم تیتراژ یادبود انتهای فیلم را به ماکو اختصاص داده اند.
ماکو یک ستاره در پیاده روی مشاهیر هالیوود دارد.

## فیلمشناسی

### فیلم
| سال  | عنوان                              | نقش                        | توضیح                                                                                             |
| ---- | ---------------------------------- | -------------------------- | ------------------------------------------------------------------------------------------------- |
| ۱۹۵۹ | هرگز نه این‌قدر کم                  | سرباز در بیمارستان         |                                                                                                   |
| ۱۹۶۵ | McHale's Navy Joins the Air Force  | Japanese Submarine Captain | Uncredited                                                                                        |
| ۱۹۶۶ | The Ugly Dachshund                 | Kenji                      |                                                                                                   |
| ۱۹۶۶ | دانه‌های شن                         | پو-هان                     | نامزد – جایزه اسکار بهترین بازیگر نقش مکمل مرد نامزد – جایزه گلدن گلوب بهترین بازیگر نقش مکمل مرد |
| ۱۹۶۸ | نیروی دریایی خصوصی گروهبان اوفارل  | کالوین کولیج ایشیمورا      |                                                                                                   |
| ۱۹۶۹ | سرقت بزرگ بانک                     | Secret Agent Fong          |                                                                                                   |
| ۱۹۷۰ | هاوایی ها                          | مون کی                     |                                                                                                   |
| ۱۹۷۰ | احمقها                             | روانپزشک                   |                                                                                                   |
| ۱۹۷۱ | Silence                            | Kichijiro                  |                                                                                                   |
| ۱۹۷۲ | Yokohama Mama                      | Rooster                    | Voice, Short                                                                                      |
| ۱۹۷۴ | The Island at the Top of the World | Oomiak                     |                                                                                                   |
| ۱۹۷۵ | Prisoners                          | Sgt. Nguyen                |                                                                                                   |
| ۱۹۷۵ | The Killer Elite                   | Yuen Chung                 |                                                                                                   |
| ۱۹۸۰ | نزاع بزرگ                          | هربرت                      |                                                                                                   |
| ۱۹۸۰ | Hito Hata: Raise the Banner        | Oda                        |                                                                                                   |
| ۱۹۸۱ | زیر رنگین‌کمان                      | Nakomuri                   |                                                                                                   |
| ۱۹۸۱ | چشم در برابر چشم                   | جیمز چان                   |                                                                                                   |
| ۱۹۸۱ | شمشیر سامورایی                     | انجیرو                     |                                                                                                   |
| ۱۹۸۲ | کونان بربر                         | آکیرو(جادوگر)              |                                                                                                   |
| ۱۹۸۳ | شاهد                               | مایک                       |                                                                                                   |
| ۱۹۸۴ | کونان ویرانگر                      | آکیرو(جادوگر)              |                                                                                                   |
| ۱۹۸۶ | Behind Enemy Lines                 | Capt. Vinh                 |                                                                                                   |
| ۱۹۸۶ | واکنش مسلحانه                      | Akira Tanaka               |                                                                                                   |
| ۱۹۸۸ | Silent Assassins                   | Oyama                      |                                                                                                   |
| ۱۹۸۸ | تاکر: مردی در رویاهای خود          | جیمی                       |                                                                                                   |
| ۱۹۸۸ | The Wash                           | Nobu Matsumoto             |                                                                                                   |
| ۱۹۸۹ | An Unremarkable Life               | Max Chin                   |                                                                                                   |
| ۱۹۹۰ | Pu guang ren wu                    | Trang                      |                                                                                                   |
| ۱۹۹۰ | مراقبت از تجارت                    | آقای ساکاموتو              |                                                                                                   |
| ۱۹۹۰ | ارتفاعات آرام                      | توشیو واتانابه             |                                                                                                   |
| ۱۹۹۱ | سلاح بی‌نقص                         | کیم                        |                                                                                                   |
| ۱۹۹۱ | Sutoroberi rodo                    | Frank Machida              |                                                                                                   |
| ۱۹۹۲ | My Samurai                         | Mr. Tszing                 |                                                                                                   |
| ۱۹۹۲ | ضربه جانبی                         | آقای لی                    |                                                                                                   |
| ۱۹۹۳ | پلیس آهنی ۳                        | کانه میتسو                 |                                                                                                   |
| ۱۹۹۳ | Rising Sun                         | Yoshida-san                |                                                                                                   |
| ۱۹۹۴ | Cultivating Charlie                | Katsu                      |                                                                                                   |
| ۱۹۹۴ | Red Sun Rising                     | Buntoro Iga                |                                                                                                   |
| ۱۹۹۴ | A Dangerous Place                  | Sensei                     |                                                                                                   |
| ۱۹۹۴ | Highlander III: The Sorcerer       | Nakano                     |                                                                                                   |
| ۱۹۹۵ | Midnight Man                       | Buun Som                   |                                                                                                   |
| ۱۹۹۵ | Crying Freeman                     | Shudo Shimazaki            |                                                                                                   |
| ۱۹۹۶ | Balance of Power                   | Todo Matsumoto             |                                                                                                   |
| ۱۹۹۶ | Sworn to Justice                   | Mr. Young                  |                                                                                                   |
| ۱۹۹۷ | Sacred Trust                       | Mr. Jordan                 |                                                                                                   |
| ۱۹۹۷ | هفت سال در تبت                     | Kungo Tsarong              |                                                                                                   |
| ۱۹۹۸ | مردمان پرنده در چین                | Shen                       |                                                                                                   |
| ۱۹۹۹ | Alegría                            | Adult Momo                 |                                                                                                   |
| ۱۹۹۹ | Kyohansha                          | Police                     |                                                                                                   |
| ۱۹۹۹ | Owls' Castle                       | Toyotomi Hideyoshi         |                                                                                                   |
| ۲۰۰۰ | Talk to Taka                       | Mr. Hiro                   | Short                                                                                             |
| ۲۰۰۰ | Rugrats in Paris: The Movie        | Mr. Yamaguchi              | Voice                                                                                             |
| ۲۰۰۱ | پرل هاربر                          | یاماموتو ایسوروکو          |                                                                                                   |
| ۲۰۰۲ | Cruel Game                         | Straw Hat                  |                                                                                                   |
| ۲۰۰۳ | راهب ضدگلوله                       | آقای کوجیما                |                                                                                                   |
| ۲۰۰۳ | Bus Story                          | Father Christmas           | Short                                                                                             |
| ۲۰۰۵ | Cages                              | Tan                        |                                                                                                   |
| ۲۰۰۵ | خاطرات یک گیشا                     | ساکاموتو                   |                                                                                                   |
| ۲۰۰۷ | تی‌ام‌ان‌تی                           | استاد اسپلینتر             | صدا، انتشار پس از مرگ                                                                             |
| ۲۰۰۷ | ظهور: شکارچی خون                   | پوئه                       | انتشار پس از مرگ، (آخرین فیلم)                                                                    |